# Schloss Anger
Schloss Anger ist ein geschütztes Baudenkmal in der Gemeinde Klausen in Südtirol.

## Beschreibung
Anger erhebt sich auf einem tiefen Hang, an der Brennerautobahn und der Staatsstraße 242 dir di Val Gardena e Passo Sella. Die Burganlage wird im Süden von einem Zwinger mit Wehrmauer umschlossen, mit einem südwestlichen niederen Turm. Die Gebäudetrakte gruppieren sich um einen malerischen Innenhof. Das östlich der Kernburg liegende Nebengebäude stammt aus der Zeit der Spätgotik.

## Geschichte
Der westliche Gebäudetrakt bildet wohl den ältesten Teil der Anlage. Den Charakter einer Wehrburg erhielt Anger im 13. Jahrhundert durch einen Seitenzweig der Herren von Teis, welche sie durch eine Ringmauer befestigen ließen. Das einfache Feste Haus auf der Südseite aus dem sich Anger möglicherweise entwickelte, gehörte 1255 Albert von Teis. 1288 wurde das Hofgut Anger erstmals erwähnt. Nachdem das Geschlecht mit Randolt von Teis erloschen ist, belehnte der Tiroler Landesfürst 1349 Konrad von Schenk mit der Burg. 1354 erscheint als Lehensträger Georg von Gufidaun. 1422 veräußerte Kaspar von Gufidaun das "Gesäß" zu Anger an die Brüder Hans und Georg von Neidegg. In den 1590er Jahren ging die Burg durch einen Besitzerwechsel von den Neidegger auf die Edlen von Mayrhofen über. Wohl Anfang des 16. Jahrhunderts gab Christoph von Mayrhofen zu Koburg der mittelalterlichen Anlage, durch Umbau- und Erweiterungsmaßnahmen sein heutiges Aussehen als repräsentativer Ansitz. Nach einem längere andauernden Rechtsstreit erhielt er Anger als Mannlehen zugesprochen. Die Familie die fortan das Adelsprädikat „von Coburg und Anger“ führte, blieb bis 1813 im Besitz des Schlosses und verkaufte es darauf an einen Bauern. 1828 war das Anwesen im Besitz eines Bürgers von Klausen. 1894 kaufte der bekannte einheimische Dichter und Schriftsteller Arthur von Wallpach Anger, auf dem er wohl auch starb, und dessen Nachkommen es heute gehört. Am 20. Februar 1951 erfolgte die Unterschutzstellung. Schloss Anger befindet sich heute in Privatbesitz und kann nicht besichtigt werden. 